# Rock It
Rock It je studiové album Chucka Berryho, vydané v roce 1979 u Atco Records. Jedná se o jeho jediné album vydané u této společnosti. Další studiové album Berry plánuje vydat až v roce 2017 pod názvem Chuck.

## Seznam skladeb
Všechny skladby napsal(i) Chuck Berry. 
| Pořadí | Název            | Délka |
| ------ | ---------------- | ----- |
| 1.     | Move It          | 2:34  |
| 2.     | Oh What A Thrill | 3:10  |
| 3.     | I Need You Baby  | 3:13  |
| 4.     | If I Were        | 3:05  |
| 5.     | House Lights     | 4:34  |
| 6.     | I Never Thought  | 3:53  |
| 7.     | Havana Moon      | 5:09  |
| 8.     | Wuden't Me       | 2:43  |
| 9.     | California       | 2:19  |
| 10.    | Pass Away        | 5:38  |

## Sestava
- Chuck Berry – zpěv, kytara
- Jim Marsala – baskytara
- Bob Wray – baskytara
- Johnnie Johnson – piáno
- Kenny Buttrey – bicí